# Shimanaka Yūsaku
Shimanaka Yūsaku (japanisch 嶋中 雄作; geboren 2. Februar 1887 in der Präfektur Nara; gestorben 17. Januar 1949 in Atami) war ein japanischer Verleger.

## Leben und Wirken
Shimanaka Yūsaku absolvierte ein Studium an der Philosophischen Fakultät der Waseda-Universität. Im Oktober 1912 schloss er sich auf Empfehlung von Shimamura Hōgetsu des Magazinverlages Chūōkoron-sha an und wurde Redaktionsmitglied unter der Leitung von Takita Choin. Im Januar 1916 wurde er mit der ersten Ausgabe von „Fujin koron“ (婦人公論) erster Chefredakteur. Als Journalist setzte er sich für die Gleichberechtigung der Frauen ein.
1928 wurde Shimanaka als Nachfolger von Takita zweiter Präsident des Verlages Chūōkoron-sha. 1929 richtete er eine Verlagsabteilung für Bücher ein, wobei seine Erstveröffentlichung mit der Übersetzung von Remarques „Im Westen nichts Neues“ ein Bestseller wurde. Dadurch konnte sich das Unternehmen von seinen schwierigen Zeiten der Takita-Ära erholen und sein modernes Organisationsmanagement festigen. 1934 gründete er mit Kiyosawa Kiyoshi und anderen die „Kokumin gakujutsu kyōkai“ (国民学術協会), eine Gesellschaft zur Verteidigung der Freiheit der Kunst im Zeitalter des Faschismus. Er wurde gegen Ende des Zweiten Weltkriegs unter Druck gesetzt und in Verbindung mit dem „Yokohama-Vorfall“ verhört. Sein Unternehmen wurde auf militärischen Druck hin 1944 aufgelöst.
Beginnend mit der ersten Ausgabe von Chūōkoron im Januar 1946 baute Shimanaka das Unternehmen wieder auf und übernahm erneut die Position des Präsidenten.
Bestattet wurde Shimanaka am Tsukiji Hongan-ji in Tokio.